# Glossanodon leioglossus
Glossanodon leioglossus är en fiskart som först beskrevs av Valenciennes, 1848.  Glossanodon leioglossus ingår i släktet Glossanodon och familjen guldlaxfiskar. Inga underarter finns listade i Catalogue of Life.